# Kamienica Macieja Łyszkiewicza w Warszawie
Kamienica Macieja Łyszkiewicza – zabytkowa kamienica znajdująca się przy ul. Freta 16 w Warszawie.

## Opis
Zbudowana w drugiej połowie osiemnastego wieku (lata 1782–1787) na Nowym Mieście, powstała poprzez połączenie dwóch innych kamienic. Uczynił to architekt Szymon Bogumił Zug na zlecenie polskiego zamożnego bankiera Macieja Łyszkiewicza. Potem kamienica miała wielu właścicieli. Jednym z nich (w latach 1858–1874) był posiadacz warszawskiej fabryki sztućców i maszyn Gerlach i Pulst – Wilhelm Gerlach oraz Dorota Schuster. Budynek zbudowano w stylu klasycystycznym. W 1933 roku w mury kamienicy wbudowano tablicę upamiętniającą odkrycie polonu i radu przez Marię Skłodowską Curie. W 1935 r. piętra oficyny zawaliły się. Po odbudowaniu pięter na zlecenie Jankiela Fiszchauta, po około 25 latach konstrukcja znów runęła. Wtedy, klasycystyczny budynek zmienił się w „czteropiętrową czynszówkę”. Na parterze pojawiły się witryny sklepów. W 1935 r. aresztowano Józefa i Stanisława Fiszchautów i administratora Mieczysława Podbora, ponieważ podczas tej tragedii zginęli ludzie.
W czasie powstania warszawskiego budynek był siedzibą sztabu Obwodu Warszawskiego Armii Ludowej. 26 sierpnia 1944 w wyniku bombardowania kamienica zawaliła się. Pod gruzami zginęli m.in. dowódca Obwodu Bolesław Kowalski ps. „Ryszard”, Stanisław Nowicki ps. „Feliks”, Edward Lanota ps. „Edward” i Anastazy Matywiecki ps. „Nastek”. Upamiętnia ich tablica odsłonięta w 1954 roku.
Po wojnie pozostałości kamienicy zostały rozebrane, a ok. 1950 roku została odbudowana według projektu Stanisławy i Jerzego Dotkiewiczów. Pierwsze piętro pozostało bez zmian, lecz wyższe piętra zostały nieco uproszczone. Mieścił się tam Instytut Marksizmu i Leninizmu, a także Związek Nauczycielstwa Polskiego. W 1965 roku kamienica została wpisana do rejestru zabytków.
Współcześnie na pierwszym piętrze budynku działa Muzeum Marii Skłodowskiej Curie. Drugie piętro zajmuje archiwum muzealne, sala filmowa oraz mieści się tam siedziba Polskiego Towarzystwa Chemicznego.